# Nynäshamns landsfiskalsdistrikt
Nynäshamns landsfiskalsdistrikt var 1918–1964 ett landsfiskalsdistrikt i Stockholms län, bildat som Sorunda landsfiskalsdistrikt när Sveriges indelning i landsfiskalsdistrikt trädde i kraft den 1 januari 1918, enligt beslut den 7 september 1917. Namnet ändrades 1 juli 1947 till Nynäshamns landsfiskalsdistrikt. Den 1 januari 1965 avskaffades i Sverige samtliga landsfiskaler och landsfiskalsdistrikt, och deras arbetsuppgifter delades upp på de nyskapade indelningarna polisdistrikt, åklagardistrikt och kronofogdedistrikt.
Landsfiskalsdistriktet låg under länsstyrelsen i Stockholms län.

## Ingående områden
Den 1 januari 1946 ombildades Nynäshamns köping till Nynäshamns stad, och enligt beslut den 21 december 1945 skulle distriktsåklagaren i Nynäshamn bibehållas. Distriktsåklagartjänsten upphörde från och med 1 juli 1947. När Sveriges nya indelning i landsfiskalsdistrikt trädde i kraft den 1 januari 1952 (enligt kungörelsen 1 juni 1951) ändrades distriktets omfattning.

### Från 1918
Sotholms härad:
- Nynäshamns köping
- Sorunda landskommun
- Torö landskommun
- Ösmo landskommun

### Från 1 oktober 1941
Sotholms härad:
- Nynäshamns köping (endast i utsökningshänseende, köpingen skötte polis- och åklagarväsendet själv med en distriktsåklagare)[6]
- Sorunda landskommun
- Torö landskommun
- Ösmo landskommun

### Från 1946
- Nynäshamns stad (endast i utsökningshänseende, staden skötte polis- och åklagarväsendet själv med en distriktsåklagare)[3]

Sotholms härad:
- Sorunda landskommun
- Torö landskommun
- Ösmo landskommun

### Från 1 juli 1947
- Nynäshamns stad (endast i utsöknings- och åklagarhänseende)

Sotholms härad:
- Sorunda landskommun
- Torö landskommun
- Ösmo landskommun

### Från 1 januari 1952
- Nynäshamns stad
- Sorunda landskommun
- Ösmo landskommun